# Davor Miličević
Pour les articles homonymes, voir Milićević.
Davor Miličević, né le 18 octobre 1966 à Slavonski Brod, est un homme politique croate. Membre de l'Union démocratique croate, il est maire de Županja de 2009 à 2021 et député au Parlement de Croatie.

## Affaire judiciaire
En 2020, une chaîne Telegram révèle que Davor Miličević aurait utilisé des fonds publics issus du budget de la ville pendant trois ans afin d'acheter du kulen, une saucisse typique des Balkans. Au total, il en achète près d'une tonne et demie, à la fois pour sa consommation personnelle et, selon des médias croates, pour en faire « cadeau sur les tables de plusieurs ministères et agences gouvernementales ». En février 2025, il est arrêté, ainsi que le boucher de la ville, pour ces faits.